# Gerd Kohlhepp
Gerd Wilhelm Kohlhepp (* 21. März 1940 in Mannheim) ist ein deutscher Wirtschaftsgeograph und Brasilienforscher.

## Leben und Wirken
Gerd Kohlhepp studierte von 1958 bis 1962 Geographie, Geologie, Volkswirtschaftslehre, Geschichte und Ur- und Frühgeschichte an der Universität Heidelberg und erlangte den Abschluss als M. A. 1964 bis 1966 war er Forschungsassistent, 1967 wurde er zum Dr. phil. promoviert. 1967 bis 1972 arbeitete er als  Wissenschaftlicher Assistent und wurde 1972 habilitiert. Von 1972 bis 1978 war er Professor für Kulturgeographie an der Universität Frankfurt am Main und anschließend Professor für Wirtschafts- und Sozialgeographie an der Universität Tübingen. Im Jahr 2005 wurde er emeritiert.
Seine Forschungsschwerpunkte waren die Wirtschafts- und Sozialgeographie und die Geographische Entwicklungsforschung, besonders in Lateinamerika und speziell in Brasilien.
Kohlhepp war Herausgeber bzw. Mitherausgeber mehrerer Zeitschriften wie „Erdkundliches Wissen“, „Tübinger Beiträge zur Geographischen Lateinamerikaforschung“, „Geographische Zeitschrift“, „Forschungen zu Lateinamerika“, „Applied Geography and Development“, „Tübinger Geographische Studien“ und „Diálogo Científico“.

## Auszeichnungen und Ehrungen
- 1986: Rio-Branco-Orden Brasilien
- 1998: Universitätspreis für Spanien-, Portugal- und Lateinamerikastudien der Universität Augsburg[1]
- 1999: Bundesverdienstkreuz 1. Klasse
- 2000: Großkreuz des Nationalen Ordens für Verdienste um die Wissenschaft Brasiliens
- 2002: Berufung als Ausländisches Mitglied in die Brasilianische Akademie der Wissenschaften[2]

## Schriften
2004 legte die Universität Tübingen ein Schriftenverzeichnis mit 244 Publikationen vor.
- Industriegeographie des nordöstlichen Santa Catarina (Südbrasilien). Dissertation. Universität Heidelberg 1968.
- Agrarkolonisation in Nord-Paraná. Wirtschafts- und sozialgeographische Entwicklungsprozesse einer randtropischen Pionierzone Brasiliens unter dem Einfluss des Kaffeeanbaus. Habilitationsschrift. Naturwissenschaftliche Gesamtfakultät der Universität Heidelberg. Steiner, Wiesbaden 1975, ISBN 3-515-01882-4.
  - Portugiesischsprachige Neuausgabe: Colonização agrária no Norte do Paraná. Processos geoeconômicos e sociogeográficos de desenvolvimento de uma zona subtropical do Brasil sob a influência da plantação de café. Editora da Universidade Estadual de Maringá, Maringá 2014, ISBN 978-85-7628-544-1 (archive.org).
- Amazonien. Regionalentwicklung im Spannungsfeld ökonomischer Interessen sowie sozialer und ökologischer Notwendigkeiten. Deubner, Köln 1987, ISBN 3-7614-1031-X.
- (Hrsg.): Lateinamerika. Umwelt und Gesellschaft zwischen Krise und Hoffnung. Geographisches Institut, Tübingen 1991, ISBN 3-88121-013-X.
- (Hrsg.): Brasilien. Entwicklungsland oder tropische Großmacht des 21. Jahrhunderts? Attempto, Tübingen 2003, ISBN 3-89308-304-9.
- mit Harald Sioli (Hrsg.): Gelebtes, geliebtes Amazonien. Forschungsreisen im brasilianischen Regenwald zwischen 1940 und 1962. Pfeil, München 2007, ISBN 978-3-89937-071-3.